# Krak des Chevaliers

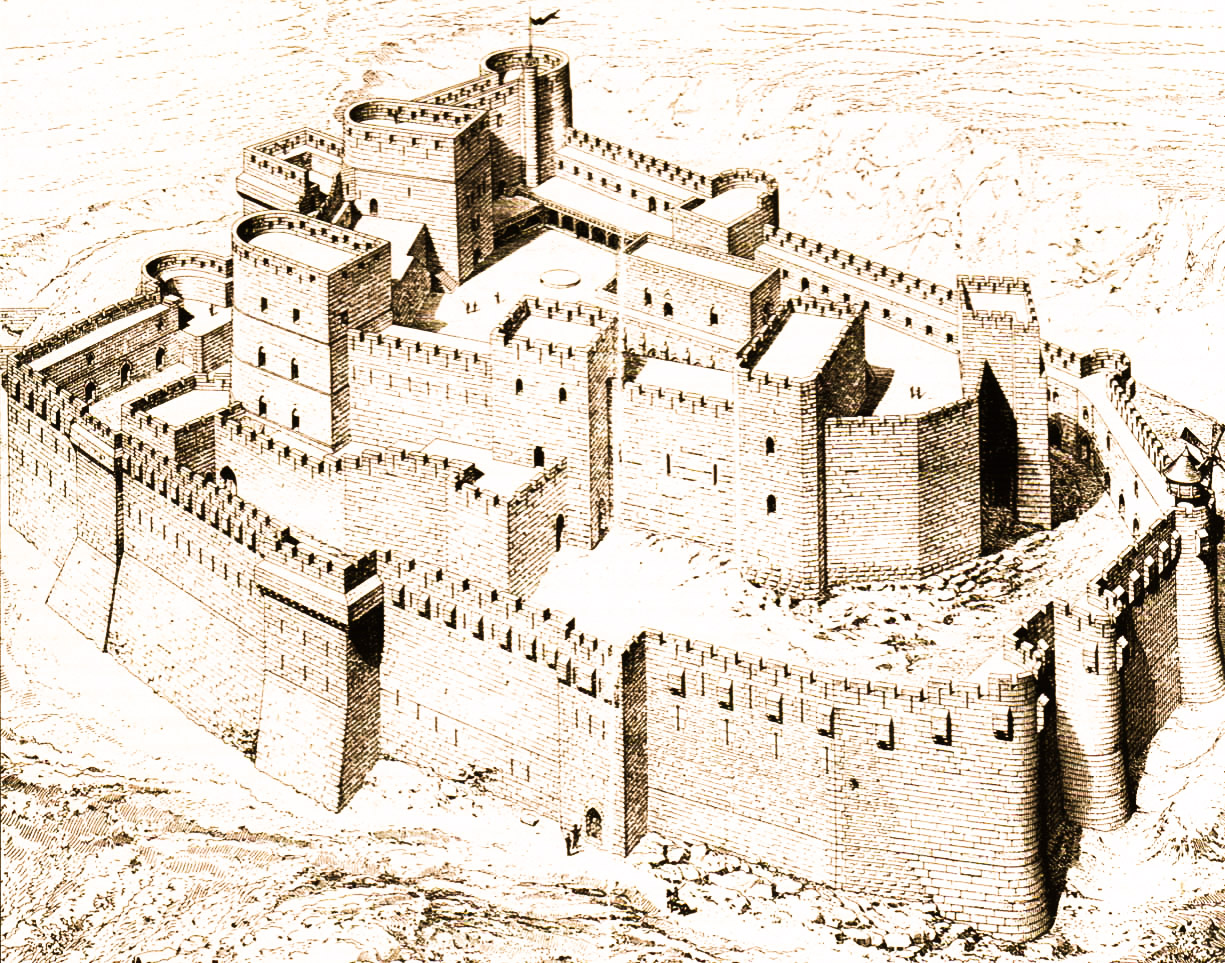
Schets van het fort

De Krak des Chevaliers (Arabisch: قلعة الحصن Qalacat al-Husn of حصن الأكراد Hisn al-Akrād, vertaald als Kasteel van de Koerden) is een burcht in Noord-Syrië bij Homs. De Krak is hét symbool van de kruistochttijd en was een steunpunt van de Hospitaalridders, die meer bekend zijn onder hun latere naam Maltezer Orde. De Krak ligt op een 650 meter hoge heuvel en overzag destijds de enige weg van Antiochië naar Beiroet.
De naam Krak, ook wel Crac, komt uit het Syrisch, een oude vorm van Aramees, en betekent burcht.

## Ontwerp
Een eerste vesting op de plaats werd in 1031 opgericht voor de emir van Aleppo. De versterking werd tijdens de Eerste Kruistocht veroverd door Raymond IV van Toulouse, en in 1144 werd ze aan de hospitaalridders gegeven. Deze orde herbouwde haar tot een machtig kasteel, de grootste kruisvaardersburcht van het Midden-Oosten, met een binnengebouw en daaromheen een losstaande buitenmuur van drie meter dik, voorzien van zeven torens. In een van de torens woonde de grootmeester van de Hospitaalridders, en in het kasteel was plaats voor een zestigtal volledig uitgeruste ridders en zo'n 2000 soldaten. In het binnenkasteel was een kapel, een ontvangsthal, een 120 meter lange opslagruimte en twee grote stallen, met ruimte voor 2000 paarden. De Krak was gereed in 1170, en is een voorbeeld geworden voor het ontwerp van vele burchten in Europa. Zo heeft waarschijnlijk Filips van de Elzas het Krak des Chevaliers als voorbeeld voor het Gravensteen genomen.

## Belegeringen
Het kasteel is enkele malen zonder succes belegerd, onder andere door Nur ad-Din en zijn opvolger Saladin. In 1271 werd het met behulp van katapulten veroverd door de mammelukken onder leiding van sultan Baibars. Jeruzalem was al gevallen, en het kasteel was een van de laatste christelijke buitenposten. In plaats van 2000 man, werd het verdedigd door slechts 200 soldaten waaronder enkele tientallen ruiters. Nadat Baibars de buitenmuur was binnengedrongen, trokken de hospitaalridders zich terug in de centrale donjon. Deze was niet in te nemen zonder veel verlies aan manschappen en Baibars kwam met een valse brief waarin de bevelhebber van Tripoli de opdracht gaf tot overgave van de Krak. De kruisvaarders hebben zich uiteindelijk overgegeven, nadat over een veilige aftocht naar Tripoli was onderhandeld. Tripoli zelf viel in 1289. Sidon en Beiroet, Tyrus en Akko zouden later volgen in 1291.
Sultan Baibars heeft het kasteel nog verder versterkt en verving de kapel door een moskee.

## Werelderfgoed
In juli 2006 werd deze nog altijd bijzonder imposante burcht door UNESCO op de lijst van het Werelderfgoed geplaatst samen met het Kasteel van Saladin.
In juli 2013 werd gemeld dat de burcht beschadigd zou zijn door een luchtaanval tijdens het beleg van Homs, en op 18 augustus 2013 was er nog eens schade. Hoeveel schade er precies is, is echter nog niet bekend.
In augustus 2016 werd er voor het eerst in 745 jaar terug een H. Mis opgedragen in de kapel.

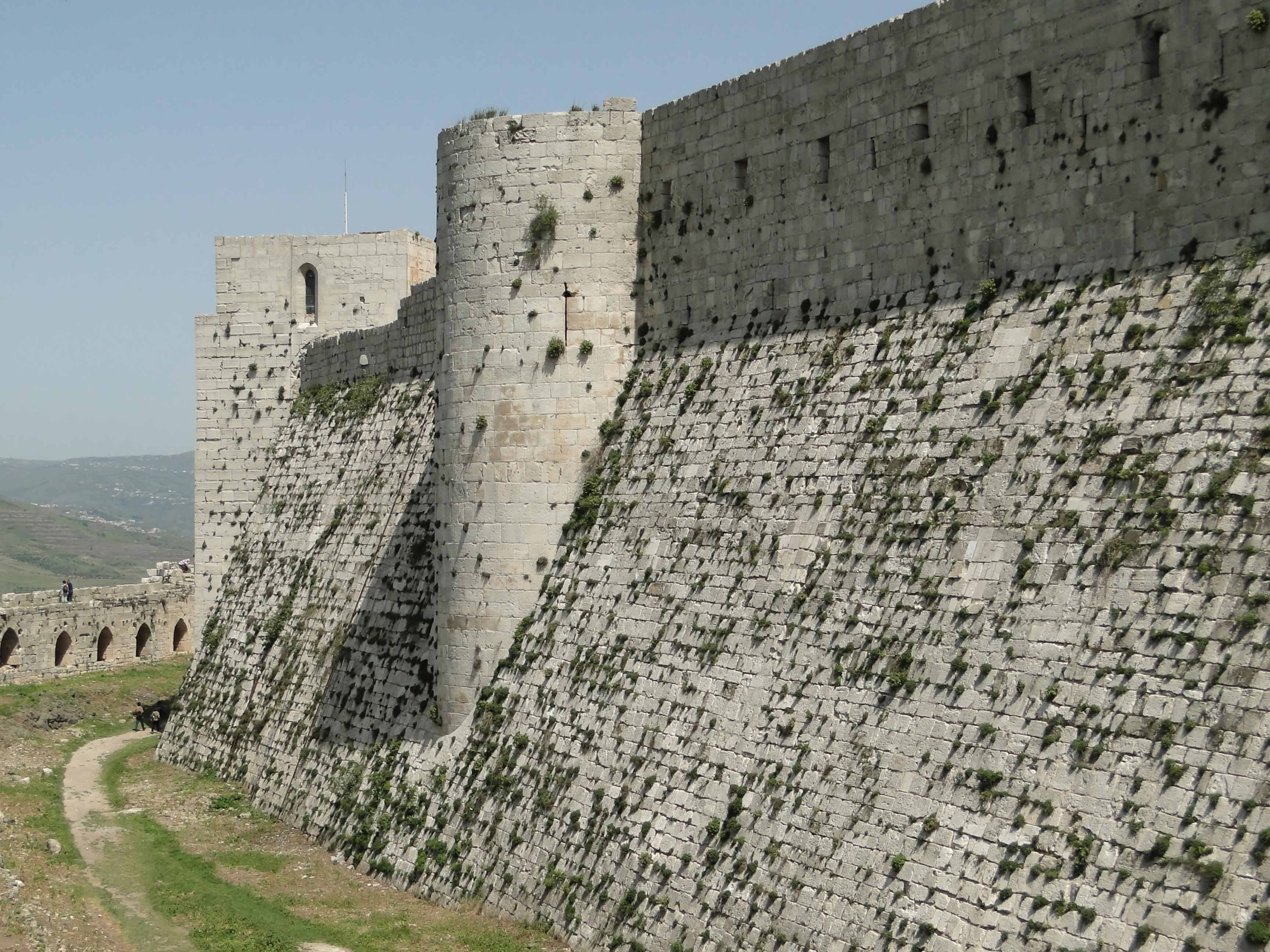
Een rechthoekige en een ronde verdedigingstoren
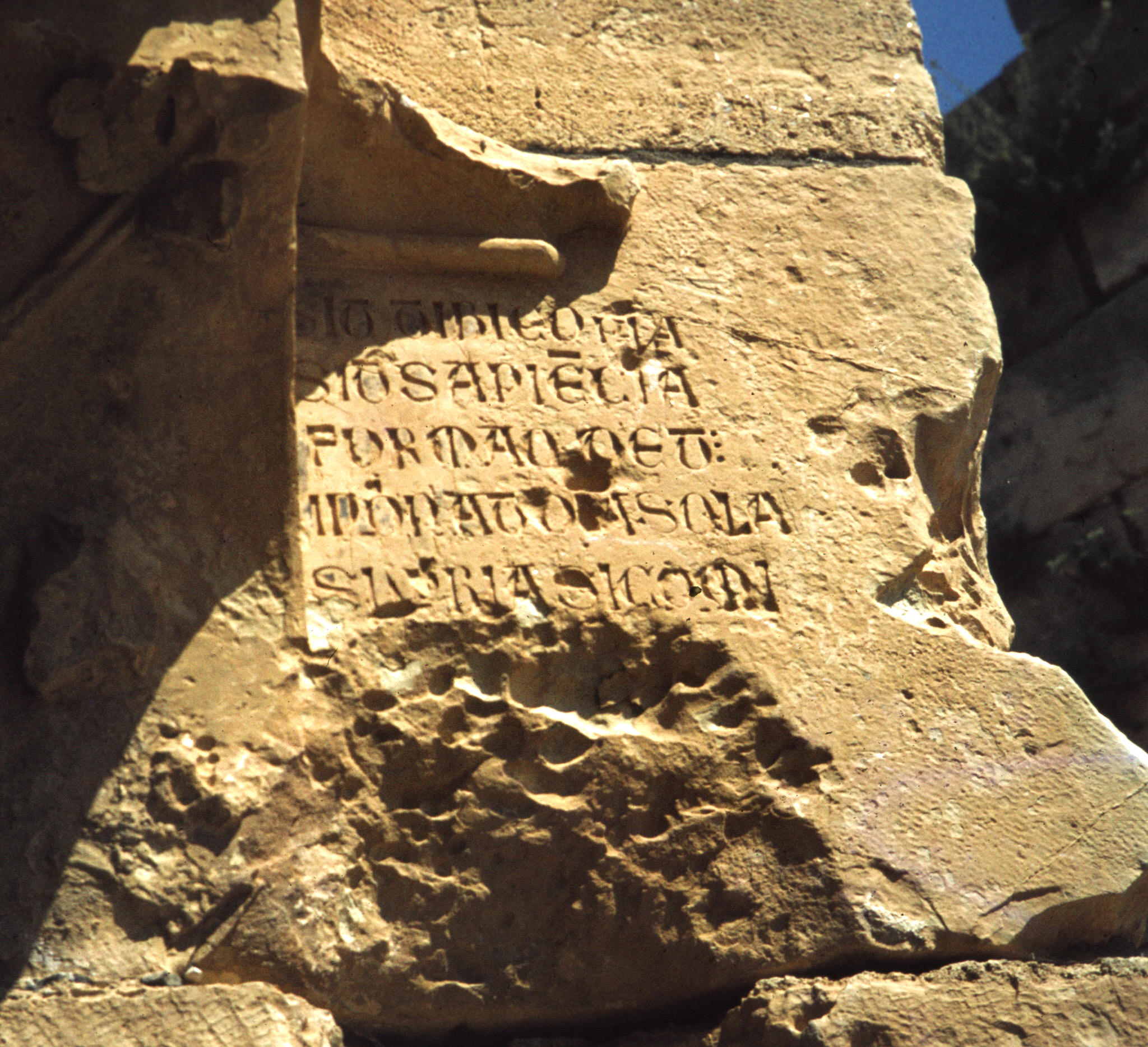
Latijnse inscriptie: Sit tibi copia, sit sapientia, formaque detur ; Inquinat omnia sola superbia, si comitetur.

- Bibliothèque nationale de France: cb13336061c (data)
- Gemeinsame Normdatei: 4422128-9
- Library of Congress Control Number: n2006048674
- Nationale Bibliotheek van Tsjechië: ko20191046739
- Nationale Bibliotheek van Israël: 987007287130605171
- Système universitaire de documentation: 035781912
- Virtual International Authority File: 131564033

Oude stad Aleppo · Oude stad Bosra · Oude stad Damascus · Krak des Chevaliers en Qalat Salah El-Din · Ruïnes van Palmyra · Oude dorpen van Noord-Syrië